# Chiesa di San Sebastiano (Cossoine)
La chiesa di San Sebastiano è un edificio religioso situato a Cossoine, centro abitato della Sardegna nord-occidentale. Consacrata al culto cattolico, fa parte della parrocchia di Santa Chiara, arcidiocesi di Sassari.
La sua costruzione è risalente fra la fine del 1600 e l'inizio del 1700 con vari interventi nei secoli successivi. La facciata di impostazione classica ha sul fianco una piccola torre con cella campanaria. La pianta è a croce latina formata da una navata centrale e da due cappelle laterali, cui si unisce il presbiterio sopraelevato. Alla controfacciata si appoggia il coro sorretto da colonne.
Il campanile si colloca tra la fine del 1800 e i primi del 1900.

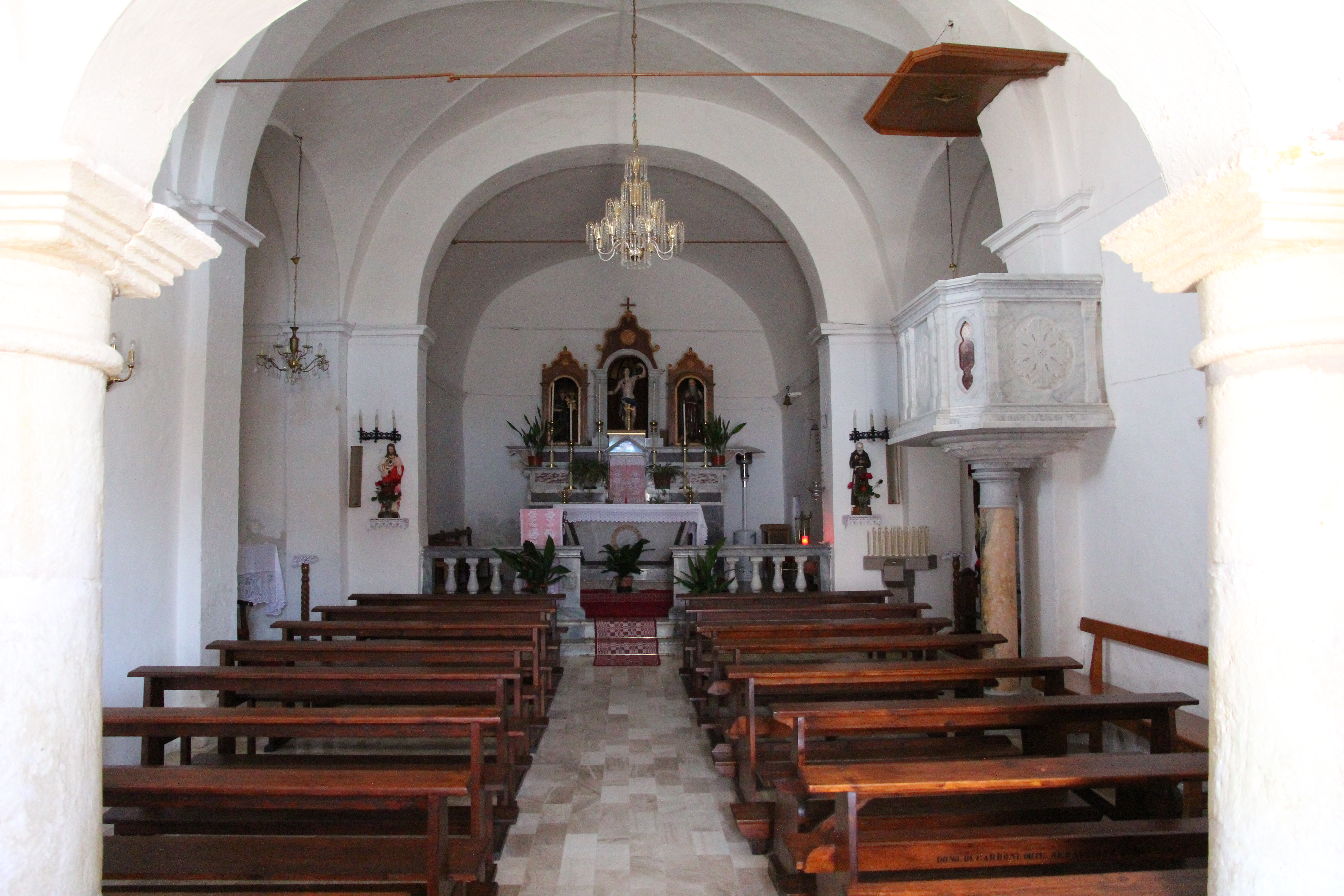
Interno della chiesa